# وسام خازم
وسام أيمن خازم ويرد في بعضِ المصادر باسمِ وسام حازم (? – 30 آب/أغسطس 2024) كانَ قياديًا ميدانيًا في كتائب عز الدين القسام الجناح العسكري لحركة حماس في مدينة جنين. يُعتبر وسام أحد أبرز القادة الميدانيين لحماس في الضفة الغربيّة وتحديدًا في جنين وقد اغتاله جيش الاحتلال الإسرائيلي يوم 30 آب/أغسطس 2024 خلال عملية عسكرية مركّبة عقبَ اشتباكٍ مسلّحٍ له مع رفيقين اثنين ضدّ وحدات خاصّة ثم تدخل سلاح الطيران عبر مسيّرة قصفت وسام بصاروخ شديد الانفجار في بلدة الزبابدة.

## الحياة المبكرة
وُلد وسام خازم في جنين لعائلة عُرفت بنشاطها في مقاومة الاحتلال الإسرائيلي، فوالده فتحي خازم من المعروفين في هذا المجال ومن المؤمنين بالكفاحِ المسلّح ضد المحتل أما شقيقه فهو المقاوِم رعد خازم الذي نفَّذ عملية إطلاق نارٍ في قلبِ تل أبيب في نيسان/أبريل 2022 والذي أسفر عن مقتل 3 إسرائيليين وجرح 16 آخرين. انخرطَ وسام في المقاومة في سنٍّ صغيرةٍ متأثرًا ببيئته العائلية والتي لديها باعٌ طويلٌ في المقاومة.

## المسيرة العسكرية
انضمَّ وسام حازم إلى كتائب عز الدين القسام الجناح العسكري لحركة حماس، حيث صعد بسرعة في الرتب القيادية نظرًا لتمكّنه من القيادة الميدانية. تولى مسؤولية تنفيذ وتوجيه العديد من العمليات العسكرية في الضفة الغربية، بما في ذلك إطلاق النار على الحواجز الإسرائيليّة وتفجير العبوات الناسفة وصدّ الاقتحامات والتوغّلات. اعتبرته إسرائيل في وقتٍ ما المسؤول عن سلسلة من الهجمات التي طالت القوات الإسرائيلية وبدأت في مطاردته ومحاولة اعتقاله أو اغتياله.

## الاغتيال
شنَّت إسرائيل يوم 28 آب/أغسطس عملية عسكريّة كبيرة ضد المحافظات الشماليّة في الضفة الغربيّة (جنين و‌طولكرم و‌طوباس) واغتالت خلال هذه العمليّة مجموعة من المقاومين على فتراتٍ متفرّقة بينهم محمد جابر أبو شجاع قائد كتيبة طولكرم. فرضت إسرائيل يوم 30 آب/أغسطس حصارًا كاملًا على جنين والبلدات المحيطة بها، وواجهت عمليات صدّ كبيرة من فصائل المقاومة والمقاومين بما في ذلك من وسام ورفيقيه ميسرة مشارقة وعرفات عامر الذين دخلوا في اشتباكٍ مسلّحٍ مع قوات إسرائيلية خاصّة في بلدة الزبابدة قبل أن تستهدفهم طائرة مسيّرة بمجموعة من الصواريخ التي طالت سيارتهما وطالت مقاومان خرجا للتحصّن وإكمال الاشتباك. نعت كتائب القسام قائدها الميداني مؤكّدة على استمرار المقاومة وتصاعدها.